# 巴甫洛格拉德卡
巴甫洛格拉德卡（羅馬化：Pavlogradka）是俄罗斯鄂木斯克州的工人村（市级镇）、巴甫洛格拉德卡区行政中心及规模最大聚居地，地处鄂木斯克州南部，位于州府鄂木斯克南偏东方，距俄罗斯与哈萨克斯坦国界约25公里（通过公路）。
该地2021年人口有7,099人；2010年人口7,582；2002年人口6,223；1989年人口7,997。